# Садовая (остановочный пункт ВСЖД, Слюдянский район)
Садо́вая — остановочный пункт Улан-Удэнского региона Восточно-Сибирской железной дороги на Транссибирской магистрали в Слюдянском районе Иркутской области.
Находится в северо-западной части посёлка Буровщина, в 2 км к юго-востоку от выхода из туннеля Киркидай, на 5318 километре Транссиба.

## Пригородное сообщение по станции
| № поезда | Маршрут движения     | № поезда | Маршрут движения     |
| -------- | -------------------- | -------- | -------------------- |
| 6601     | Выдрино — Слюдянка I | 6602     | Слюдянка I — Выдрино |
| 6605     | Выдрино — Слюдянка I | 6606     | Слюдянка I — Выдрино |